# Helikonreeks
De Helikonreeks was een reeks dichtbundels die tussen 1941 en 1947 en in 1955 verscheen en uitgegeven werd door A.A.M. Stols (1900-1973).

## Geschiedenis
Nadat het tijdschrift Helikon in 1939 was opgehouden te bestaan, begon Stols met een reeks dichtbundels uit te geven. Aanvankelijk wilde hij die de naam Zwanenreeks geven, maar uiteindelijk, na stopzetting van het tijdschrift met die naam, besloot hij de reeks onder de naam Helikon uit te brengen. Daarmee hoopte hij ook de abonnees van het tijdschrift over te laten stappen. De reeks werd uitgegeven als een tijdschrift, per jaargang genummerd. Elke bundel is ook doorlopend genummerd van 1 tot 40. Redacteur van de reeks was Ed. Hoornik (1910-1970).
In 1942 werd door de oorlogsomstandigheden de reeks onderbroken. Direct na de oorlog begon Stols met de voortzetting van de reeks, deze keer onder redacteurschap van zijn Stols' directiesecretaris, de ontwerper en tevens dichter Jan Vermeulen, vriend van Gerrit Achterberg. De reeks verscheen na de oorlog in 1946 opnieuw met de ondertitel Tijdschrift voor poëzie. Eind 1947 verscheen het laatste, 40e deel in de reeks. In 1955 probeerde Stols de reeks ('nieuwe reeks') weer leven in te blazen; er verschenen dat jaar vier deeltjes onder redactie van Michel van der Plas (1927-2013), de auteur van het 40e en laatste deel in de 'oude reeks'. Het bleef echter bij die vier deeltjes.
Alle uitgaven werden gedrukt bij de drukkerij van Stols' familie, Boosten & Stols te Maastricht. In 1940-41 woonde A.A.M. Stols in Rijswijk, en waren de oplagen beperkt tot 300 exemplaren. De nummers 21-40 hadden een oplaag van 1000 en werden in 's-Gravenhage uitgegeven.

## Titels Heliconreeks
1. L.Th. Lehmann, Dag- en nachtlawaai Gedichten, 1940, 48 blz.
2. Bertus Aafjes, Het gevecht met de muze Gedichten, 1940, 40 blz.
3. Pierre Kemp, Transitieven en immobielen, 1940, 48 blz.
4. Gerrit Achterberg, Dead end, Gedichten, 1940, 20 blz.
5. Jac. van Hattum, Alleen thuis, Gedichten, 1940, 48 blz.
6. Nes Tergast, Glas en schaduw, Gedichten, 1940, met los errata-blad, 33 blz.
7. Simon Vestdijk, Water in zicht, Gedichten, 1940, 47 blz.
  - De eerste oplage werd op 11 mei 1940 vernietigd bij het bombardement op Maastricht.
8. Freek van Leeuwen, Wederkomst, Gedichten, 1940, 42 blz.
  - tweede druk: 's-Gravenhage, oplage 1000 exx., omslag Bertram Weihs
9. Eric van der Steen, Cadans, Gedichten, 1940, 38 blz.
10. M. Vasalis, Parken en woestijnen Gedichten, 1940
  - 28 blz., ontwerp omslag: Helmut Salden, in de jaren 1941-1948 waren er 11 herdrukken, 17.300 exx. alle met de omslag van Helmut Salden. De 13e (1951) en 14e druk (1956) omvatten 5400 exx.
11. E. du Perron, De grijze dashond Gedicht, 1941, 40 blz, met inleiding door Simon Vestdijk
12. C. Buddingh', Het geïrriteerde lied, Gedichten, 1941, 45 blz.
13. Bertus Aafjes, Het zanduur van de dood, Gedichten, 1941, 42 blz.
14. Max Dendermonde, Tijdelijk isolement, Gedichten, 1941, 46 blz.
15. Jan R. Th. Campert, Huis en herberg, Gedichten, 1941, 42 blz.
16. Jac. van Hattum, De waterscheiding, Gedichten, 1941, 36 blz.
17. Aart van der Alm, Marathon, Gedichten, 1941, 34 blz.
18. Gerrit Achterberg, Thebe, Een bundel gedichten, 1941, 36 blz.
19. Pierre H. Dubois, In den vreemde, Gedichten, 1941, 30 blz.
20. L.Th. Lehmann, Schrijlings op de horizon, Gedichten, 1941, 36 blz.
21. Cor Klinkenbijl, Diafragma, Gedichten, 1946, 51 blz. oplage 1000 exx.
22. Guillaume van der Graft, In exilio, Gedichten, 1946, 47 blz., oplage 1000 exx.
23. Gerrit Achterberg, Stof, Gedichten, 1946, 39 blz., 1000 exx.
24. L.J. Pieters, Randgebergte, Gedichten, 1946, 's-Gravenhage, 48 blz. 1000 exx.
25. Pierre Kemp, Standard-book of classic blacks, 1946, 's-Gravenhage, 45 blz., 1000 exx.
26. Bert Voeten, De blinde passagier, Gedichten, 1946, 's-Gravenhage, 40 blz., 1000 exx.
27. Alfred Kossmann, Het vuurwerk, Gedichten, 1946, 's-Gravenhage, 35 blz., 1000 exx.,
28. Gerard van Klinkenberg, Tusschen sterren en steenen, Gedichten, 1946, 's-Gravenhage, 31 blz., 1000 exx.
29. Hans Warren, Pastorale, Gedichten, 1946, 's-Gravenhage, 39 blz., 1000 exx.
30. Jan Vermeulen, Vergeefse herfst, Gedichten, 1946, 's-Gravenhage, 39 blz., 1000 exx.
31. H.P.G. de Wringer, Verstoorde feesten, Gedichten, 1946, 's-Gravenhage, 35 blz., 1000 exx.
32. Jan van Gelder, Droom en werkelijkheid, Gedichten, 1946, 's-Gravenhage, 43 blz., 1000 exx.
33. Jacoba Eggink, Tussen Eufraat en Tigris, Gedichten, 1947, 's-Gravenhage, 31 blz., 1000 exx.
34. Pierre Kemp, Phototropen en noctophilen, 1947, 's-Gravenhage, 48 blz., 1000 exx.
35. Theun de Vries, De dood, Een gedicht, 1947, 's-Gravenhage, 22 blz., 1000 exx.
36. B. Rijdes, Orpheus, 1947, 2e druk, 44 blz., 1000 exx.
  - De clandestiene eerste druk had een oplage van 200 exx. gedrukt bij N.V. Drukkerij Trio (De Jong 732)
37. Freek van Leeuwen, De kruistocht der bedelaars, 1947, 's-Gravenhage, 28 blz., 1000 exx.
38. Willem Frederik Hermans, Hypnodrome, 1947, 's-Gravenhage, 44 blz., 1000 exx.
39. Pierre H. Dubois, Quia absurdum, Verzen, 1947, 's-Gravenhage, 68 blz., 1000 exx.
40. Michel van der Plas, Dance for you, 1947, 's-Gravenhage, 44 blz., 1000 exx.
  - 2e druk: 1950, bandontwerp van Helmut Salden, 3e druk, 1951, 4e druk: 1953, 5e druk: 1954, 6e druk (ca. 1955)[1]

## Helikon, Nieuwe reeks
1. S. Korthals Altes, Fossielen Gedichten, 1955, 's-Gravenhage, 47 blz., 500 exx., Garamond
2. Nico Verhoeven, Torso van een tijdgenoot, 1955, 's-Gravenhage,44 blz., 500 exx., Baskerville
3. Lou Vleugelhof, Oorsprong Gedichten, 1955, 's-Gravenhage, 39 blz., 500 exx., Baskerville
4. Hetty van Waalwijk, pseudoniem van: Hendrika Johanna van Kempen (1924-2017), Scribenda, Gedichten, 1955, 's-Gravenhage, 71 blz., 500 exx. Baskerville[2]

Boekenreeksen: Trajectum ad Mosam · To the happy few · Halcyon · Luchtkastelen · Helikonreeks · Orpheus · Atlantis

Tijdschriften: Halcyon · Helikon · De Vrije Bladen (18e jaargang)

Overige uitgaven: Verzamelde gedichten (J.C. Bloem) · Broeder Bernard (P.N. van Eyck) · Hartslag (Morriën) · Landwind (Morriën) · De boodschap van het Wilhelmus · Het exlibris der Nederlandse medici